# Mycetophila inermis
Mycetophila inermis är en tvåvingeart som beskrevs av Dufour 1839. Mycetophila inermis ingår i släktet Mycetophila och familjen svampmyggor.
Artens utbredningsområde är Frankrike. Inga underarter finns listade i Catalogue of Life.